# Бига (остров)
Бига е необитаем остров, част от групата на Шетландските острови.

## География и геология
Дължината на острова е 1000 m, а площта му е малко над 78 хектара. Най-високата точка на остров Бига е с надморска височина 34 метра.

## История
Името му произлиза от старата норска дума bygdey, означаваща „Остров на сградите“.
Острова, за разлика от сега, през праисторията е бил обитаван.